# Kalkulationszuschlag
Als Kalkulationszuschlag wird der prozentuale Aufschlag auf den Einstandspreis bezeichnet, mit dem der Listenverkaufspreis errechnet wird.  
{\displaystyle {\text{Kalkulationszuschlag}}={\frac {{\text{Nettoverkaufspreis}}-{\text{Einstandspreis}}}{\text{Einstandspreis}}}\cdot 100\,\%}
Im Bereich Einzelhandel:
{\displaystyle {\frac {{\text{Bruttoverkaufspreis}}-{\text{Einstandspreis}}}{\text{Einstandspreis}}}\cdot 100\,\%}